# Krasocin
Krasocin – wieś w Polsce położona w województwie świętokrzyskim, w powiecie włoszczowskim, w gminie Krasocin.
Wieś w powiecie chęcińskim województwa sandomierskiego była w latach 70. XVI wieku własnością kasztelana sandomierskiego Stanisława Szafrańca. W latach 1975–1998 miejscowość położona była w województwie kieleckim.
Miejscowość jest siedzibą gminy Krasocin.
W 1979 r. z inicjatywy ludowego poety Feliksa Raka w wiatraku w Krasocinie otwarto Muzeum Chleba. W 2020 r. zakończył się remont wiatraka i ponownie otwarto Muzeum Chleba. Wiatrak po zakończeniu remontu ponownie się kręci.

## Związani z miejscowością
- Adolf Jabłoński – urodzony w Krasocinie, powstaniec styczniowy, działacz patriotyczny, współpracownik Ignacego Łukasiewicza[9].
- Mścisław Godlewski – urodzony w Krasocinie, brat Emila prawnik, publicysta i wydawca, prywatnie przyjaciel Henryka Sienkiewicza i Bolesława Prusa[10].
- Emil Godlewski (ojciec) – urodzony w Krasocinie, brat Mścisława, botanik, chemik, twórca polskiej szkoły fizjologii roślin, profesor Uniwersytetu Jagiellońskiego[11].
- Feliks Rak – przedwojenny wójt gminy Krasocin, poeta, działacz ruchu ludowego, więzień obozów w Sachsenhausen i Dachau[12].
- Teodor Młynarski – urodzony w Krasocinie, poeta, publicysta związany później z ziemią ciechanowską[13].
- Zygmunt Gąsiorowski – urodzony w Krasocinie, historyk, badacz stosunków dyplomatycznych, profesor wielu amerykańskich uczelni[14].
- Czesław Szczepańczyk – urodzony w Krasocinie, historyk i ekonomista, w latach 1984–1990 dziekan Wydziału Humanistycznego Wyższej Szkoły Pedagogicznej (obecnie Uniwersytet Jana Kochanowskiego w Kielcach)[15]

## Zabytki

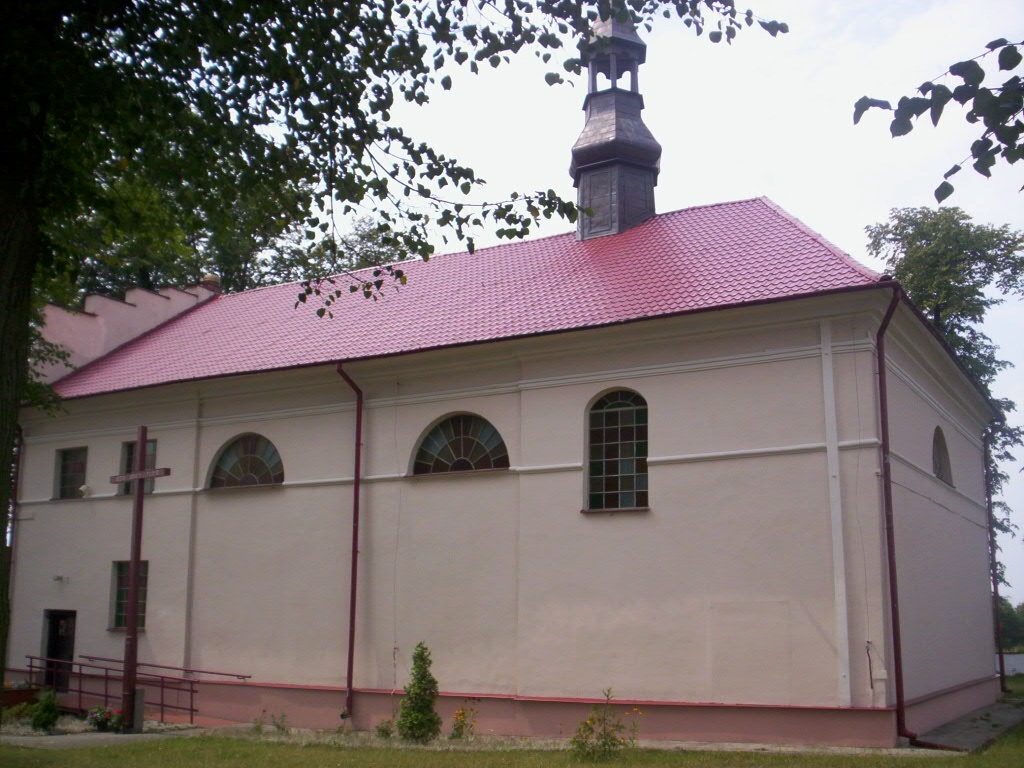
Kościół w Krasocinie

- murowany wiatrak holenderski z ok. 1920 r., odrestaurowany w 2020 r.
- kościół parafialny pw. św. Doroty i św. Tekli z połowy XIX wieku
- kamienny krzyż postawiony na miejscu rozebranego w XIX wieku, drewnianego kościoła